# Brook Park (Minnesota)
Brook Park es una ciudad ubicada en el condado de Pine en el estado estadounidense de Minnesota. En el Censo de 2010 tenía una población de 139 habitantes y una densidad poblacional de 53,03 personas por km².

## Geografía
Brook Park se encuentra ubicada en las coordenadas 45°56′54″N 93°4′22″O / 45.94833, -93.07278. Según la Oficina del Censo de los Estados Unidos, Brook Park tiene una superficie total de 2.62 km², de la cual 2.62 km² corresponden a tierra firme y (0%) 0 km² es agua.

## Demografía
Según el censo de 2010, había 139 personas residiendo en Brook Park. La densidad de población era de 53,03 hab./km². De los 139 habitantes, Brook Park estaba compuesto por el 99.28% blancos, el 0.72% eran afroamericanos, el 0% eran amerindios, el 0% eran asiáticos, el 0% eran isleños del Pacífico, el 0% eran de otras razas y el 0% pertenecían a dos o más razas. Del total de la población el 0% eran hispanos o latinos de cualquier raza.